# Boualem Belouard
Boualem Belouard (* 13. Oktober 1935 in Tadmait, Provinz Tizi Ouzou, Kabylei, Algerien) ist ein ehemaliger Profiboxer im Federgewicht, kabylischer Abstammung.

## Leben
Boualem Belouard wurde in eine traditionell geprägte kabylische Bauernfamilie während der Kolonialherrschaft Frankreichs in Algerien hineingeboren. Er wuchs in sehr bescheidenen Verhältnissen auf. Schon im frühen Alter musste er Arbeit suchen. Mitte der 40er Jahre arbeitete er im Militärlager Le Camp-du-Maréchal. 1958, während des Algerienkrieges gegen die Kolonialmacht Frankreich, siedelte er nach Paris über.
Laut Boxing's Official Record Keeper soll Boualem seinen Debüt-Boxkampf am 14. Dezember 1958 in Lourches (Nord, Frankreich) gegen Albert Younsi erfolgreich bestritten haben. Bis zu 1962 boxte er ausschließlich in Frankreich, danach immer mehr in Deutschland, wo seine Promoter saßen. Er verlegte 1964 seinen Lebensmittelpunkt nach Deutschland. Heute lebt er in Hamburg.
In seiner 20-jährigen Karriere erreichte er 27 Siege, musste 40 Niederlagen hinnehmen und boxte 14 mal Unentschieden. Einer seiner bedeutendsten Kämpfe war gegen den späteren Weltmeister im Federgewicht Howard Winstone. Im Alter von 41 Jahren boxte er 1977 in Kiel letztmals um die deutsche Meisterschaft.